# Heterusia rosgala
Heterusia rosgala là một loài bướm đêm trong họ Geometridae.